# Cidade Ocidental
Cidade Ocidental – miasto i gmina w Brazylii leżące w stanie Goiás. Gmina zajmuje powierzchnię 389,98 km². Według danych szacunkowych w 2016 roku miasto liczyło 65 520 mieszkańców. Położone jest około 180 km na północny wschód od stolicy stanu, miasta Goiânia, oraz około 40 km na południe od Brasílii, stolicy kraju. 
Budowa Brasílii i rozwój społeczno-gospodarczy kraju spowodował falę migracji do tego regionu. Wytworzyła ona duże zapotrzebowanie na mieszkania, a tym samym powstawanie nowych osiedli wokół dystryktu federalnego. Oficjalnie miejscowość została założona w dniu 15 grudnia 1976 roku. 16 stycznia 1991 roku Cidade Ocidental zostało podniesione do statusu gminy. Nowa gmina została utworzona poprzez wyłączenie z terenów gminy Luziânia. 
W 2014 roku wśród mieszkańców gminy PKB per capita wynosił 9323,41 reais brazylijskich.